# 滕阳州
滕阳州，金朝设置的州。
大定二十二年（1182年），升滕阳军置，治所在滕阳县（即今山东省滕州市）。属山东西路。辖境相当今山东省邹城、滕州、微山及江苏省沛县等市县地。二十四年改为滕州。 